# Guatemalai pálmavipera
A guatemalai pálmavipera (Bothriechis aurifer) a pikkelyes hüllők (Squamata) rendjébe, a kígyók (Serpentes) alrendjébe és a viperafélék (Viperidae) családjába tartozó faj.

## Elterjedése
Mexikó és Guatemala területén honos. Trópusi őserdőkben, mocsarakban él, a lombkoronák alsó szintjét kedvei.

## Megjelenése
Testük smaragd illetve lombzöld árnyalatú, hátukon sárgás vagy fehéres szétszakadozott szalag húzódik. Fejük teteje és oldalai is hasonló színűek, zöldes felső ajakpajzsokkal. A kifejlett állatok hossza általában 70 centiméter alatti, ritkább esetekben meghaladja az 1 métert.
|  |

## Szaporodása
Júniusban vagy júliusban 3–17 tojást rak, melyek 40–41 nap múlva kelnek ki.